# CODOG

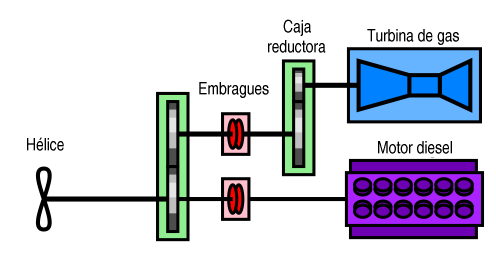
Esquema de un sistema CODOG.

CODOG (Combined Diesel or Gas -- Combinado diésel o gas) es un tipo de sistema de propulsión naval para buques que requieren una velocidad máxima considerablemente mayor que su velocidad de crucero, particularmente navíos de guerra como las fragatas o corbetas modernas. Este sistema de propulsión podemos encontrarlo en las nuevas fragatas españolas clase Álvaro de Bazan, (F100), construidas por los astilleros militares de Navantia en Ferrol, con motores diésel Bravo 12 construidos en la Fábrica de Motores de Navantia en Cartagena, los dos motores diésel tienen una potencia de 4500 Kw cada uno.
Por cada árbol de hélice hay un motor diésel para velocidad de crucero y una turbina de gas con transmisión y reducción mecánica para ráfagas de alta velocidad. Ambos propulsores están conectados al árbol mediante embragues, pero solo puede utilizarse uno a la vez, a diferencia de los sistemas CODAG, que pueden usar la potencia combinada de los dos. La ventaja de los sistemas CODOG es una transmisión más simple, a expensas de requerir turbinas de gas más potentes (o en mayor cantidad) para lograr la misma potencia, y el consumo de combustible es mayor comparado con CODAG.
Este artículo contiene material traducido y adaptado de su similar en Wikipedia en inglés.
- Datos: Q1023968